# Булгат аль-муштак
«Булгат аль-муштак фи лугат ат-турк ва-ль-кифджак» (араб. بلغة المشتاق فی لغة الترك و القفجاق‎ — «Книга, достаточная для удовлетворения желания знать тюркский и кыпчакский языки») — арабско-кыпчакский словарь Джамал ад-Дина ат-Турки, написанный в XIV веке (в первой половине XV века согл. Н. А. Баскакову).
Книга объёмом 166 страниц (ок. 1,5 тыс. словарных единиц) была написана в Сирии Джамал ад-Дином ат-Турки, который по происхождению был тюрком. «Булгат аль-муштак» состоит из двух частей, которые посвящены именам и глаголам. В кратком предисловии автор упоминает ныне утерянные труды, которые он использовал при написании книги, в том числе «аль-Анвар аль-мудийа» (араб. الأنوار المضية‎) Ала ад-Дина Бейлика аль-Кипчаки (علاء الدين بيلك القبجاقي‎).
Рукопись «Булгат аль-муштак» хранится в Национальной библиотеке Франции (Bibliothèque nationale de France, Département des manuscrits, Supplément turc 293). Труд Джамал ад-Дина ат-Турки был издан польским востоковедом А. А. Зайончковским с польским и французским переводом в 1938 (1-я часть) и 1954 (2-я часть) годах.